# Гурина, Ирина Валерьевна
Гурина Ирина Валерьевна — русский писатель XXI века, поэт. Автор книг для детей, автор романов. Главный редактор журнала «Весёлый колобок».
Родилась 17 августа 1973 года в Санкт-Петербурге. В 1996 году окончила филологический факультет СПбГУ, филолог-германист.

## Первая десятка рейтинга самых издаваемых авторов детской литературы
С 2005 года Ирина Гурина плотно сотрудничает с издательством «Фламинго». По данным Книжной Палаты РФ И. В. Гурина с 2006 года находится в первой десятке рейтинга самых издаваемых авторов детской литературы. С 2014 года — в ТОП-5 самых продаваемых детских авторов, наряду с Корнеем Ивановичем Чуковским, Агнией Барто, Николаем Носовым. С 2017 — в ТОП-3.
Рейтинг самых продаваемых детских авторов с 2014-го почти не меняется. По-прежнему в пятёрке лидеров Корней Чуковский, Агния Барто, Владимир Степанов (автор «Букваря»), Николай Носов и Ирина Гурина.
Новости Литературы, 15.02.2017
2017 год: третья строчка рейтинга. Выпущено — 71 книга, суммарный тираж — 871 000 экземпляров.
2018 год: третья строчка рейтинга. Выпущено — 59 книг, суммарный тираж — 1 216 000 экземпляров. Статистические данные Книжной Палаты за 2018 год.
2019 год:
Ирина Гурина — автор книг «Приключения зайчонка», «Приключения бельчонка», «Приключения медвежонка», «Приключения лисёнка» и др. Она резко отстаёт по совокупному тиражу от британской писательницы [Холли Вебб. — Прим. ред.], и всё же у неё очень весомые 789 тысяч экземпляров. Это меньше, чем у Стивена Кинга, но зато больше, чем у Александры Марининой.
Журнал «Эксперт»
№ 35 (1131) 26 августа 2019
— сообщает в августе 2019 года журнал «Эксперт», выступая с обзором книжного рынка.
2023 год: по данным Российской книжной палаты и Российской государственной библиотеки вошла в топ-10 (7 место) по общему тиражу выпущенных книг. Выпущено - 41 наименование, суммарный тираж - 393 300 экземпляров. Среди современных российских авторов разместилась на 2 месте, пропустив вперед только известную детскую писательницу Елену Ульеву.
Однако журнал «Эксперт» (как, впрочем, и Книжная Палата) берёт в расчёт только тиражи детских изданий, совершенно не принимая во внимание распространение книг автора для взрослых, а также тиражи журнала «Весёлый Колобок», главным редактором и составителем которого является Ирина Гурина.

## Романы для женщин (псевдоним — Алла Казанцева, устаревший)
Первые три романа Ирины Гуриной были опубликованы в 2007-2009 годах (издательства «Астрель-СПб» — АСТ). Чтобы разграничить творчество, отделив романы для взрослых от детской литературы, был взят псевдоним Алла Казанцева. В этот период вышли три книги.

## Романы для женщин и подростков (псевдоним — Арина Ларина, действующий)
Позже автор начинает сотрудничество с ЭКСМО, где проходит ребрендинг и появляется ныне действующий псевдоним Арина Ларина («Эксмо»). Не замахиваясь на великое, пишет «антидепрессивные книги». В общей сложности в ЭКСМО выпущено более 30 романов для женщин и подростков.

## Книги для детей (Ирина Гурина)
Книги для детей выпускались отдельными изданиями и в составе сборников издательствами «Фламинго», «Литера», «Омега», «Речь», «Линг», «Лабиринт-Пресс», «Русич», «Проф-Пресс» «Азбукварик Групп» (Белфакс), «Астрель-СПб», «Самовар», «Качели», «Стрекоза», «Феникс-Премьер», «Аквилегия-М», «Качели».

### Самые значимые издания Ирины Гуриной для детей
- Нас баюкает сверчок / Ирина Гурина; художник В. А. Жигарев. — Москва: Издательство «Фламинго», 2005. — (Колыбельные для малышей). — ISBN 5-7833-0807-2
- Сонная сказка / Ирина Гурина; художник В. А. Жигарев . - Москва: Издательство "Фламинго", 2005. - (Колыбельные для малышей). - ISBN 5-7833-0805-6
- Засыпаем, кушаем, маму с папой слушаем : полезные советы на все случаи непослушания / Ирина Гурина. - СПб.: Литера, 2006. - ISBN 5-94455-561-0
- Колыбельная / Ирина Гурина. - Москва: ЛИНГ, 2006. - (Читаем с мамой). - ISBN 5-9640-0417-2
- Азбука сказка / Ирина Гурина; художник Н. Фаттахова. - Москва: Издательство "Фламинго", 2007. - (Учим малыша). - ISBN 5783308862
- Цифры и счёт / Ирина Гурина ; художник Н. Фаттахова. - Москва: Издательство "Фламинго", 2007. - (Учим малыша). - ISBN 5-7833-0888-9
- Букварь / Ирина Гурина ; художник Н. Фаттахова. - Москва: Издательство "Фламинго", 2007. - (Учим малыша). - ISBN 5783308870
- Умные лесенки: Учим буквы / Ирина Гурина; художник Смирнова Е. - Проф-Пресс, 2007. - (Умные лесенки на картоне). - ISBN 978-5-378-00329-7
- Волшебные сны : [для младшего школьного возраста] / Ирина Гурина ; худож. : Юлия Щетинкина. - Москва : Фламинго, 2007. - ISBN 978-5-7833-0958-8
- Колыбельная для зайки / Ирина Гурина ; художник Н. Фаттахова. - Москва : Фламинго, 2008. - (Стихи для самых маленьких : от 0 до 2).; ISBN 978-5-7833-1012-6
- Кит-кораблик / Ирина Гурина ; худож. Н. Фаттахова. - Москва : Фламинго, 2008. - [24] л. : цв. ил.; 22 см.; ISBN 978-5-7833-0981-6
- Часики: Учимся определять время / Ирина Гурина; художник Смирнова Е. - Проф-Пресс, 2008. - (Книжка на картоне с часиками). - ISBN 978-5-378-00722-6
- Новогодний праздник  / Ирина Гурина ; худож. Н. Фаттахова. - Москва : Фламинго, 2008. - [63] с. : цв. ил.; 27 см.; ISBN 978-5-7833-0939-7
- Азбука. Букварь. Счёт  / Ирина Гурина ; художник Игорь Приходкин. - Москва : Фламинго, 2009. - 79 с. : цв. ил.; 27 см.; ISBN 978-5-7833-0955-7
- Принцесса и волшебник / Ирина Гурина ; художник Г. Бедарев. - Москва : Фламинго, 2009. - [16] с. : цв. ил.; 29 см.; ISBN 978-5-7833-1140-6
- Принцесса и колдун  / Ирина Гурина ; худож. Г. Бедарев. - Москва : Фламинго, 2009. - [16] с. : цв. ил.; 29 см.; ISBN 978-5-7833-1141-3
- Про кого расскажет кот / Ирина Гурина ; худож. Н. Фаттахова. - Москва : Фламинго, 2010. - [24] л. : цв. ил.; 21 см.; ISBN 978-5-7833-1303-5
- Сонные сказки. Сборник / Художник Е.Плаксина. - СПб.: Речь, 2011. - (Речь о детях). - ISBN 978-5-9268-1216-6
- Животные нашего леса / Ирина Гурина. - МО: Омега, 2011. - (Книжка-панорамка). - ISBN 978-5-465-02702-1
- Родная природа / Ирина Гурина; художник Е.Б.Лопатина. - МО: Омега, 2011. - (Книжка-панорамка). - ISBN 978-5-465-02654-3
- Сказки от капризов. Сборник / художник А.Столбова. - СПб.: Речь, 2012. - (Речь о детях). - ISBN 978-5-9268-1251-7
- Азбуки  / Ирина Гурина ; художник Н. Фаттахова. - Москва : Фламинго, 2012. - 63, [1] с. : цв. ил.; 27 см. - (Пять азбук).; ISBN 978-5-7833-1187-1
- Простая математика / Ирина Гурина. - Смоленск: Русич, 2013. - (Учись, малыш!). - ISBN 978-5-8138-0920-0
- Письмо Деду Морозу / Ирина Гурина ; худож. И. Н. Приходкин. - Москва : Фламинго, 2015. - [61] с. : цв. ил.; 27 см.; ISBN 978-5-7833-1956-3
- Как появляется бабочка / И. В. Гурина ; худож. Н. Фаттахова. - Москва : Фламинго, 2015. - [16] с. : цв. ил.; 23 см. - (Для детского сада).; ISBN 978-5-7833-1114-7
- Как появляется лягушка  / ИринаГурина ; худож. Н. Фаттахова. - Москва : Фламинго, 2015. - [10] с. : цв. ил.; 23 см. - (Для детского сада).; ISBN 978-5-7833-1115-4
- Марья-царевна и Серый Волк  / Ирина Гурина ; худож. Игорь Приходкин. - Москва : Фламинго, 2015. - 63, [1] с. : цв. ил.; 22 см. - (Пять сказок).; ISBN 978-5-7833-1846-7
- Добрыня-богатырь  / ИринаГурина ; худож. Игорь Приходкин. - Москва : Издательство "Фламинго", 2015. - 63, [1] с. : цв. ил.; 22 см. - (Серия "Пять сказок").; ISBN 978-5-7833-1625-8
- Жар-птица: сборник сказок  / Ирина Гурина ; рис. Г. Бедарева. - Москва : Фламинго, 2015. - 72, [3] с. : цв. ил.; 27 см. - (Сказки).; ISBN 978-5-7833-2015-6
- Весёлые задачи  / Ирина Гурина ; [худож. Н. Фаттахова]. - Москва : Фламинго, 2016. - [24] с. : цв. ил.; 26 см. - (Читаем сами).; ISBN 978-5-7833-2118-4
- Выдра Нюся и зимородок Тёпа / Ирина Гурина. - Москва : Фламинго, печ. 2016. - [16] с. : цв. ил.; 26 см.; ISBN 978-5-7833-2198-6
- Как появляется птица  / ИринаГурина ; худож. Н. Фаттахова. - Москва : Издательство "Фламинго", 2016. - [16] с. : цв. ил.; 23 см. - (Для детского сада).; ISBN 978-5-7833-1116-1
- Хохотухино  / Ирина Гурина ; худож. Н. Фаттахова. - Москва : Фламинго, 2016. - [16] с. : цв. ил.; 22 см. - (Стихи для детей).; ISBN 978-5-7833-1676-0
- Как появляется цветок  / ИринаГурина ; худож. Н. Фаттахова. - Москва : Издательство "Фламинго", 2016. - [16] с. : цв. ил.; 23 см. - (Для детского сада).; ISBN 978-5-7833-1113-0
- Букварь  / Ирина Гурина ; худож. И. Н. Приходкин. - Москва : Фламинго, 2016. - [47] с. : цв. ил.; 24 см. - (Первый учебник малыша).; ISBN 978-5-7833-2143-6
- Грибная история  / И. В. Гурина ; художник Ольга Сунцова. - Москва : Фламинго, 2017. - [48] с. : цв. ил.; 24 см. - (Крупный шрифт).; ISBN 978-5-7833-2280-8
- Верные друзья  / И. В. Гурина ; художник Ольга Сунцова. - Москва : Фламинго, 2017. - 16, [32] с. : цв. ил.; 24 см. - (Крупный шрифт).; ISBN 978-5-7833-2279-2
- Приключения котёнка, львёнка, слонёнка  / И. В. Гурина. - Москва : Фламинго, 2017. - [48] с. : цв. ил.; 22 см. - (Познаём мир вокруг нас).; ISBN 978-5-7833-2282-2
- Приключения бельчонка, волчонка, оленёнка  / И. В. Гурина. - Москва : Фламинго, 2017. - [48] с. : цв. ил.; 22 х 22 см. - (Познаем мир вокруг нас).; ISBN 978-5-7833-2281-5
- Непослушные барсучата  / Ирина Гурина. - Москва : Фламинго, cop. 2017. - [48] с. : цв. ил.; 27 см. - (Добрые истории).; ISBN 978-5-7833-2284-6
- Ёжик Гоша и его друзья / Ирина Валерьевна Гурина. - Москва : Фламинго, 2017. - [48] с. : цв. ил.; 27 см. - (Добрые истории).; ISBN 978-5-7833-2285-3
- Сказки-засыпайки для маленьких несонь / Ирина Гурина. - СПб.: Качели, 2018. - (Сказки нескучайки). - ISBN 978-5-906989-37-6
- Приключения зайчонка, лисёнка, медвежонка / И. В. Гурина. - Москва : Фламинго, 2019. - [48] с. : цв. ил.; 22x22 см. - (Познаём мир вокруг нас).; ISBN 978-5-7833-2283-9
- Ароматная азбука / И. В. Гурина. - Москва : SCENTBOOK, 2020. - [72] с. : цв. ил.; 29x22 см.; ISBN 978-5-9908418-9-5
- Ароматная математика / И. В. Гурина. - Москва : SCENTBOOK, 2021. - [104] с. : цв. ил.; 29x22 см.; ISBN 978-5-6044748-1-5
- Непослушный подарок / И. В. Гурина. - Москва : SCENTBOOK, 2021. - [24] с. : цв. ил.; 22x22 см.; ISBN 978-5-6044748-3-9
- Маленькие истории о большой дружбе / И. В. Гурина. - Москва : Фламинго, 2021. - [16] с. : цв. ил.; 26x20 см.; ISBN 978-5-7833-2714-8
- Пуговка и Топотуль / И. В. Гурина. - Москва : Стрекоза, 2021. - [32] с. : цв. ил.; 20x20 см.; ISBN 978-5-9951-5130-2
- Портал в тазике / И. В. Гурина. - Москва : Аквилегия-М, 2022. - [192] с. : ч\б. ил.; 20x13 см.; ISBN 978-5-907377-21-9
- Пыхтошкины истории / И. В. Гурина. - Москва : Аквилегия-М, 2022. - [56] с. : цв. ил.; 26x20 см.; ISBN 978-5-907377-24-0
- Тайна Подкроватья / И. В. Гурина. - Москва : Стрекоза, 2021. - [47] с. : цв. ил.; 26x20 см.; ISBN 978-5-9951-5235-4
- Как мышонок кота перевоспитал / И. В. Гурина. - Москва : Фламинго, 2022. - [16] с. : цв. ил.; 26x20 см.; ISBN 978-5-7833-2959-3
- Кот и мышонок идут по следу или важные правила поведения / И. В. Гурина. - Москва : Фламинго, 2022. - [16] с. : цв. ил.; 26x20 см.; ISBN 978-5-7833-2960-9
- Первоклассные смешинки / И. В. Гурина. – Ростов-на-Дону : Феникс-Премьер, 2022. - [112] с. : цв. ил.; 23x17 см.; ISBN 978-5-222-37637-9
- Не буду врать! / И. В. Гурина. – Ростов-на-Дону : Феникс-Премьер, 2022. - [48] с. : цв. ил.; 26x20 см.; ISBN 978-5-222-36414-7

### Романы под псевдонимом Алла Казанцева
- Улица разбитых надежд, или Отдам в хорошие руки женщину с ребёнком / Алла Казанцева. - СПб.: Астрель-СПб, АСТ, 2006. - (Отечественные любовные романы). - ISBN 5-17-036333-8 ISBN 5-9725-0388-3
- Трёхгрошовый принц, или Ошибка в формуле любви / Алла Казанцева. - СПб.: Астрель-СПб, АСТ, Харвест, 2007. - (Отечественные любовные романы). - ISBN 5-17-036905-0 ISBN 5-9725-0412-X ISBN 978-985-13-9024-9
- Вояж по линиям судеб, или Сказка для взрослой девочки / Алла Казанцева. СПб.: Астрель-СПб, АСТ, Харвест, 2007. - (Отечественные любовные романы). - ISBN 5-17-039184-6 ISBN 5-9725-0594-0 ISBN 978-985-13-9026-3

### Романы под псевдонимом Арина Ларина
- Кастинг в гламурную жизнь / Арина Ларина. Москва: Эксмо, 2005. – (Модно любить можно). – ISBN 5-699-13302-X
- Брачный период мачо / Арина Ларина. Москва: Эксмо, 2005. – (Модно любить можно). - ISBN 5-699-14381-5
- Квадратное колесо Фортуны / Арина Ларина. Москва: Эксмо, 2005. – (Модно любить можно). – ISBN 5-699-13399-2
- Влюбиться вдребезги / Арина Ларина. Москва: Эксмо, 2006. – (Модно любить можно). – ISBN 5-699-15650-X
- Свадьба беременной Золушки (переиздание романа "Кастинг в гламурную жизнь")/Арина Ларина. Москва: Эксмо, 2006. – (Комедийный любовный роман). - ISBN 5-699-17940-2
- Поцелуй с разбега! /Арина Ларина. Москва: Эксмо, 2006. – (Комедийный любовный роман). - ISBN 5-699-18056-7
- Жених эконом-класса / Арина Ларина. Москва: Эксмо, 2007. – (Комедийный любовный роман).- ISBN 5-699-19114-3
- Любовь до белого каления / Арина Ларина. Москва: Эксмо, 2007. – (Комедийный любовный роман). - ISBN 978-5-699-20327-7
- Коктейль под названием «муж» / Арина Ларина. Москва: Эксмо, 2007. – (Комедийный любовный роман). - ISBN 978-5-699-24678-6
- Почти высокие отношения (переиздание романа ""Брачный период мачо" ")/ Арина Ларина. Москва: Эксмо, 2007. – (Комедийный любовный роман). - ISBN 978-5-699-28446-7
- Досье на невесту (переиздание романа "Влюбиться вдребезги")/ Арина Ларина. Москва: Эксмо, 2007. – (Комедийный любовный роман). - ISBN 5-699-19174-7
- Молодая жена на испытательном сроке (переиздание романа "Квадратное колесо фортуны")/ Арина Ларина. Москва: Эксмо, 2007. – (Комедийный любовный роман). - ISBN 5-699-18287-9
- Муж для девочки-ромашки / Арина Ларина. Москва: Эксмо, 2007. – (Комедийный любовный роман). - ISBN 978-5-699-23208-6
- Справочник по мужеводству / Арина Ларина. Москва: Эксмо, 2007. – (Комедийный любовный роман). - ISBN 978-5-699-23797-5
- Дюймовочка крупного калибра / Арина Ларина. Москва: Эксмо, 2008. – (Comedy Love). - ISBN 978-5-699-25927-4
- Сердце с перцем / Арина Ларина. Москва: Эксмо, 2008. – (Ирония любви). - ISBN 978-5-699-30103-4
- Принц б/у (переиздание романа "Трёхгрошовый принц или Ошибка в формуле любви"  / Арина Ларина. Москва: Эксмо, 2011. – (С улыбкой о любви). - ISBN
- Пышка с характером (переиздание романа "Улица разбитых надежд, или отдам в хорошие руки женщину с ребёнком")  / Арина Ларина. Москва: Эксмо, 2011. – (С улыбкой о любви). - ISBN 978-5-699-46579-8
- Три мушкетёрки / Арина Ларина. Москва: Эксмо, 2011. – (С улыбкой о любви). - ISBN 978-5-699-48240-5
- Всем сёстрам по мужьям / Арина Ларина. Москва: Эксмо, 2011. – (С улыбкой о любви). - ISBN 978-5-699-49140-7
- Сказка для взрослых девушек (переиздание романа "Вояж по линиям судеб, или Сказка для взрослой девочки" / Арина Ларина. Москва: Эксмо, 2011. – (С улыбкой о любви). - ISBN 978-5-699-50478-7
- Выданные мужья обмену не подлежат / Арина Ларина. Москва: Эксмо, 2011. – (С улыбкой о любви). - ISBN 978-5-699-52105-0
- Заклятая подруга / Арина Ларина. Москва: Эксмо, 2011. – (С улыбкой о любви). - ISBN 978-5-699-52122-7
- Тёща ищет себе зятя /Арина Ларина. Москва: Эксмо, 2012. – (С улыбкой о любви). - ISBN 978-5-699-55448-5
- Пляжная охота /Арина Ларина. Москва: Эксмо, 2012. – (С улыбкой о любви). - ISBN 978-5-699-57391-2
- Шах вам, королева! /Арина Ларина. Москва: Эксмо, 2012. – (С улыбкой о любви). - ISBN 978-5-699-53866-9
- Фиктивный женишок /Арина Ларина. Москва: Эксмо, 2013. – (Романтическая комедия). - ISBN 978-5-699-62865-0
- Невеста бальзаковского возраста /Арина Ларина. Москва: Эксмо, 2013. – (Романтическая комедия). - ISBN 978-5-699-67655-2
- Страсть замедленного действия /Арина Ларина. Москва: Эксмо, 2013. – (Романтическая комедия). - ISBN 978-5-699-64382-0
- Женить нельзя помиловать /Арина Ларина. Москва: Эксмо, 2013. – (Романтическая комедия). - ISBN 978-5-699-65112-2
- Судьба по новой выкройке (переиздание романа "Всем сёстрам по мужьям" /Арина Ларина. Москва: Эксмо, 2013. – (Романтическая комедия). – ISBN 978-5-699-67029-1
- Люблю, целую, жму лапу! /Арина Ларина. Москва: Эксмо, 2014. – (Милый ты мой! Романы о доброй любви). – ISBN 978-5-699-76668-0
- Жизнь после свадьбы /Арина Ларина. Москва: Эксмо, 2014. – (Романтическая комедия). – ISBN 978-5-699-70085-1
- Фея для школьной Золушки /Арина Ларина. Москва: Эксмо, 2014. – (Только для девчонок). – ISBN 978-5-699-74963-8
- Карнавал любви. Новогодняя книга романов для девочек. Сборник /Арина Ларина. Москва: Эксмо, 2014. – (Большая книга романов о любви для девочек). – ISBN 978-5-699-74230-1
- Счастье малое, домашнее /Арина Ларина. Москва: Эксмо, 2015. – (Милый ты мой! Романы о доброй любви). – ISBN 978-5-699-77153-0
- Ключи от счастья /Арина Ларина. Москва: Эксмо, 2015. – (Только для девчонок).  – ISBN 978-5-699-81256-1
- Последний час декабря (сборник) /Арина Ларина. Москва: Эксмо, 2015. –(Новогодняя комедия). - ISBN 978-5-699-91583-5
- Уж замуж (сборник) /Арина Ларина. Москва: Эксмо, 2015. –(Современные рассказы о любви). - ISBN 978-5-699-80420-7

## Интервью
Единственное интервью Ирина Гурина дала своему бывшему редактору Ане Амасовой в 2019 году: КТО ТАКАЯ ИРА ГУРИНА? В это же время, по настоянию Ани Амасовой, потребовавшей портреты автора в свой Музей уникальных вещиц, состоялась первая за все эти годы фотосъёмка. Автором фотопортретов выступил петербургский фотограф Евгений Егоров.